# Kammerspiel
Il Kammerspiel è un movimento del teatro e del cinema (Kammerspielfilm) tedesco degli anni venti.

## Caratteristiche
Letteralmente «recitazione da camera» (il verbo spielen, come l'inglese to play, ha vari significati: "giocare", "recitare", "suonare" ...), si ispira alla musica da camera (Kammermusik), condividendone la vocazione per una rappresentazione per pochi, in ambienti raccolti, di piccole dimensioni, dove la distanza tra pubblico e attori sia piccola, in maniera da poter apprezzare le più piccole sfumature nei gesti e nelle espressioni. La recitazione da Kammerspiel privilegia quindi l'analisi intimistica e psicologica ed è curata come se fosse sotto una continua lente d'ingrandimento.
Il Kammerspiel è l'opposto dell'espressionismo, che viceversa è basato su una recitazione caricata e sovrabbondante. Nonostante ciò sono esistiti alcuni punti in comune tra i due movimenti, come l'importanza degli elementi simbolici, l'interiorizzazione, ecc.
Le luci sono smorzate (a differenza dei contrasti dell'espressionismo) e i personaggi sono composti in maniera verosimile, senza un trucco eccessivo.

## Teatro Kammerspiel
Lanciato da Max Reinhardt nel 1906 con la rappresentazione teatrale di Spettri di Ibsen al Deutsches Theater di Berlino, il Kammerspiel rispetta il principio delle tre unità: unità di luogo, unità di tempo e unità di azione.
Un altro esponente del Kammerspiel è il drammaturgo e poeta August Strindberg.
La recitazione risente radicalmente dell'impostazione da Kammerspiel, poiché la possibilità dello spettatore di osservare da vicino il volto dell'attore necessita una rarefazione della mimica, che deve essere invece raffinata e perfezionata, con grande attenzione alla psicologia.

## Cinema Kammerspiel
Il Kammerspiel è stato identificato come una delle tre fondamentali correnti del cinema tedesco d'avanguardia, assieme al cinema espressionista ed alla Nuova oggettività.
Il cinema Kammerspiel pone un forte accento sul primo piano e sulla percezione delle sfumature nelle emozioni dei protagonisti.
Molto diversa dall'espressionismo è anche la tecnica cinematografica. Film tipicamente espressionisti sono composti da inquadrature fisse, con un montaggio ridotto all'osso e con l'assenza di movimenti di camera, la quale crea un senso opprimente e chiuso nell'inquadratura. Al contrario nel Kammerspiel la cinepresa è straordinariamente mobile, arriva fino a pedinare i personaggi come se li perseguitasse per mostrarli sempre da vicino. Ma l'osservazione del cinema Kammerspiel non è mai emotiva, anzi è come distaccata, rigorosa, scientifica, e assomiglia a una lente d'ingrandimento di un entomologo che studia gli insetti. In questo senso il kammespiel fu il primo modo di fare cinema che impostava tutto sul rapporto fra attore e cinepresa.
Tra i maggiori autori del cinema Kammerspiel ci fu il rumeno emigrato in Germania Lupu Pick, che girò film centrati su un unico personaggio tragico e disperato (La rotaia del 1921 o La notte di San Silvestro del 1923).
L'altro grande maestro del movimento fu Friedrich Wilhelm Murnau, uno dei massimi registi dell'epoca, che fu una figura di unione tra espressionismo e Kammerspiel. Il suo più importante contributo al movimento fu il film L'ultima risata del 1924.